# درویشان (بوکان)
درویشان (بوکان)، روستایی از توابع بخش مرکزی شهرستان بوکان در استان آذربایجان غربی ایران است.

## جمعیت
این روستا در دهستان ایل‌تیمور قرار دارد و براساس سرشماری مرکز آمار ایران در سال ۱۳۸۵، جمعیت آن ۲۶۵ نفر (۵۶ خانوار) بوده‌است.